# 德納姆 (明尼蘇達州)
德納姆（英語：Denham）是一個位於美國明尼蘇達州派恩縣的城市。

## 歷史
德納姆於1908年成立，1939年2月升格為城市，鐵路公司於當地設置車廠。德納姆的郵局於1909年設立，其後於1974年停運。

## 人口
根據2020年美國人口普查的數據，德納姆的面積為3.43平方千米，皆為陸地。當地共有人口37人，而人口密度為每平方千米11人。